# Сиберутская макака
Сиберутская макака (лат. Macaca siberu) — вид обезьян семейства мартышковых отряда приматов, один из видов рода Макаки.

## Классификация
Ранее сиберутская макака объединялась с пагайской макакой, оба эти вида входили в состав вида Macaca nemestrina (южный свинохвостый макак), однако такая классификация была признана полифиличной и по результатам молекулярных исследований 2002 года, эти виды были разделены.

## Описание
Сиберутские макаки — приматы среднего размера. Внешне похожи на пагайских макак, но обладают более тёмной шерстью. Выражен половой диморфизм, самцы крупнее самок. Шерсть на спине почти чёрная, по бокам и на руках рыжеватая. Щёки покрыты светлой шерстью. Брюхо и горло также светлого цвета. Длина тела в среднем 47,5 см, длина хвоста от 6,5 до 8 см. Вес около 9,1 кг (самцы).

## Распространение
Эндемик острова Сиберут в Индонезии, где обитает как в первичных, так и во вторичных лесах, предпочитая болотистые участки по берегам рек.

## Статус популяции
Достаточно редкое животное. Численность популяции оценивается от 17 тыс. до 30 тыс. особей. Международный союз охраны природы присвоил этому виду охранный статус «Уязвимый» (англ. Vulnerable).